# (5111) Джеклифф
(5111) Джеклифф (лат. Jacliff) — типичный астероид главного пояса, который принадлежит к редкому спектральному классу R. Он был открыт 19 сентября 1987 года американским астрономом Эдвардом Боуэллом в обсерватории Андерсон-Меса и назван в честь американской пары астрономов-любителей Клиффорда и Джеки Холмс. 

Орбита астероида Джеклифф и его положение в Солнечной системе